# Le Barbier de Séville
Pour les articles homonymes, voir Le Barbier de Séville (homonymie).
Le Barbier de Séville ou La Précaution inutile est une pièce de théâtre française en quatre actes de Beaumarchais, jouée pour la première fois le 23 février 1775, avec musique d'Antoine-Laurent Baudron. C'est la première partie d'une trilogie intitulée Le roman de la famille Almaviva. La comédie finale comportera quatre actes, dont une grande partie est destinée à la chanson.
Le deuxième volet de la trilogie, Le Mariage de Figaro, ou La Folle journée, est écrit en 1778 et porté à la scène en 1784 seulement. Le troisième, L'Autre Tartuffe ou La Mère coupable, est achevé et joué en 1792.
En 1772, Beaumarchais présente aux comédiens italiens un premier Barbier de Séville, opéra-comique, qui est refusé. La pièce, remaniée, est finalement jouée le 23 février 1775 par le Théâtre-Français. La première représentation déçoit par ses longueurs, mais elle est élaguée par l'auteur en quarante-huit heures, lui conférant un rythme et une vivacité qui lui manquait, et le Barbier de Séville connaît un succès triomphal lors de la seconde représentation le 26 février. 
L'argument de la pièce est inspiré par la situation de l'École des femmes de Molière (elle-même inspirée d’une nouvelle de Paul Scarron, La Précaution inutile, incluse dans ses Nouvelles tragi-comiques, parues de 1655 à 1657), sinon que le récit est axé sur le point de vue du jeune homme et de son valet, et non sur celui du barbon.
Le comte Almaviva, tombé amoureux d'une jeune orpheline, Rosine, est prêt à tout pour l'arracher à Bartholo, son vieux tuteur, qui a depuis toujours pour projet de l’épouser. Tandis que, déguisé, il tente de mener son projet à bien, il tombe sur son ancien valet Figaro, persifleur mais entremetteur, qui l'aidera dans ses desseins.
Le Barbier de Séville fut adapté à plusieurs reprises pour l'opéra, notamment par Giovanni Paisiello en 1782 sous le titre Il barbiere di Siviglia, ovvero La precauzione inutile, puis par Gioachino Rossini en 1816 sous le titre Il barbiere di Siviglia, ossia L'Inutile precauzione.
Le Mariage de Figaro, inspira aussi un opéra, Les Noces de Figaro de Mozart, créé en 1786 à Vienne.

## Déroulement

### Acte I
Le théâtre représente une rue de Séville.	
Un gentilhomme fait les cent pas sous la fenêtre de Rosine, la jeune femme qu'il a entrepris de séduire, déguisé en étudiant. Mais voilà quelqu'un… Un homme portant une guitare compose gaiement des couplets en se félicitant de ses trouvailles. Le gentilhomme reconnaît son ancien valet, Figaro, et l'aborde. Figaro raconte à son maître, le Comte Almaviva (qui se cache sous le nom de Lindor) ses aventures dignes d'un  héros picaresque : garçon apothicaire, dramaturge malchanceux… Il en profite pour critiquer avec ironie l'illégitime supériorité des grands, ainsi que « la république des lettres », et fait part de sa philosophie épicurienne.
Mais voici que Rosine paraît à sa fenêtre accompagnée de Bartholo, un vieillard qui ne cesse de maugréer. Elle tient dans la main les couplets de la Précaution Inutile, un drame à la mode. Ciel ! La chanson tombe dans la rue. C'est un signe de Rosine au Comte.
Pendant que le vieil homme descend, le papier est ramassé par le Comte. Bartholo comprend la ruse et s'enferme chez lui. Le Comte lit le papier ramassé : c'est un billet où Rosine demande à son mystérieux soupirant de se faire connaître.	
Figaro comprend alors les desseins d'Almaviva et lui offre ses services. Le Comte lui raconte qu'il a rencontré cette jeune femme au Prado (promenade de Madrid), qu'il l'a recherchée pendant six mois et qu'il vient de retrouver sa trace à Séville. Figaro lui apprend qu'elle n'est pas mariée au docteur Bartholo : elle n'est que sa pupille. Le Comte, fou de joie, jure de la lui arracher.
Figaro, fournissant les médicaments de Bartholo, a ses entrées dans la maison du docteur. Figaro a alors une idée : il mettra à mal toute la maison par quelque médication, puis le Comte, déguisé en cavalier, se présentera chez le vieillard demandant à dormir chez lui et jouera le soldat ivre pour endormir tout soupçon. Il va le chercher.
Figaro fait répéter son rôle à son ancien maître, quand Bartholo sort, se désolant de s'être laissé duper. Il est inquiet du retard d'un certain Bazile, chargé d'arranger son mariage avec Rosine pour le lendemain. Le Comte a tout entendu et se désespère. Figaro le rassure : Bazile n'a aucune envergure.	
Rosine apparaît derrière sa jalousie. Figaro prête sa guitare à Almaviva, et le pousse à chanter une romance. Le Comte déclare son amour dans ses couplets improvisés, et révèle, pour la déplorer, son humble condition d'étudiant. Rosine chante son amour en réponse, mais doit interrompre brutalement le duo. Figaro rappelle son plan, puis part, chez Bartholo.

### Acte II
Rosine écrit à Lindor, en se lamentant sur son sort. Figaro entre et lui fait part des sentiments de Lindor à son égard. Rosine, ravie, confie sa lettre à Figaro.
Mais voici le tuteur… Juste le temps pour Figaro de se cacher dans le cabinet. Rosine, exaspérée par son tuteur, avoue avoir vu Figaro, ce qui accroît les soupçons de Bartholo. Rosine sort, irritée. Bazile vient informer le docteur que le comte Almaviva est en ville. Il suggère alors la calomnie comme solution efficace pour éloigner son ennemi. Bartholo veut donc se marier plus tôt avec Rosine. Bazile lui demande plus d'argent en contrepartie.
Une fois qu'ils se sont entendus, Bartholo raccompagne Bazile jusqu'à la porte et la ferme à clef. Figaro, qui a tout entendu du cabinet, sort pour informer Rosine de l'imminence du terrible mariage. Il tente de la rassurer avant de s'esquiver. Bartholo, de retour, se livre à un dur interrogatoire pour faire avouer à sa pupille qu'elle a écrit une lettre.
Ses preuves : le doigt de Rosine plein d'encre, une feuille manquante sur son écritoire, la plume noire d'encre. Rosine tente alors de mentir en vain. Bartholo, incrédule, va fermer sa porte à double tour. C'est alors que le Comte, déguisé en soldat, fait une entrée bruyante en feignant d'être ivre. Il tente en vain de donner une lettre à Rosine, mais Bartholo s'en aperçoit et la renvoie dans sa chambre.
Rosine feint de se mettre en colère puis, lorsque Bartholo détourne le regard, elle intervertit la lettre de son cousin et celle du comte. Elle feint alors de perdre connaissance et Bartholo en profite pour lire la lettre (du cousin donc), et se rend compte de son erreur. Il présente ses excuses à sa belle. Celle-ci accepte ses excuses et consent à faire la paix et à lui faire lire la lettre. Bartholo sort, et Rosine se désole car, dans sa lettre qu'elle peut désormais lire, Lindor lui recommandait de provoquer une querelle ouverte avec son tuteur.

### Acte III
Peu après, le comte se présente à nouveau chez le médecin, cette fois déguisé en maître de chant, Alonzo. Il prétend être le remplaçant de Don Bazile qui serait atteint d'une maladie.
Bartholo le croit. D'abord réticente, Rosine reconnaît Lindor et accepte une leçon de chant qui se transforme en duo d'amour. Arrive Figaro pour accomplir son office de barbier. Il renverse la vaisselle afin d'attirer Bartholo dehors.
Quand Don Bazile fait irruption dans la maison, la supercherie menace d'être découverte. Grâce à une bourse d'argent et quelques petits commentaires sur sa capacité à réfléchir, Don Bazile est mis à la porte… Figaro a donc réussi à se débarrasser de Don Bazile et à préserver la supercherie.

### Acte IV
Bartholo et Don Bazile s'accordent sur le mariage qui devra avoir lieu à minuit. Mais le notaire est retenu par une ruse de Figaro qui feint le mariage d'une nièce. Bartholo apprend à Rosine que son bien-aimé Lindor est en vérité le messager du comte d'Almaviva, et il le prouve en lui montrant la lettre que Rosine lui a écrite le matin même. Rosine, trompée, se jure alors d'épouser Bartholo.
Dans la nuit, Figaro et le comte montent dans l'appartement de Rosine et la détrompent en lui dévoilant la véritable identité de Lindor/Almaviva. À l'arrivée de Don Bazile et du notaire convoqué par Bartholo, le mariage est signé juste quelques instants avant que Bartholo ne revienne à la maison.[source insuffisante],. Bartholo est accompagné par la police, mais celle-ci ne peut rien contre le Comte qui est un seigneur. L'union entre le Comte et Rosine s'en trouve scellée.

## Une satire

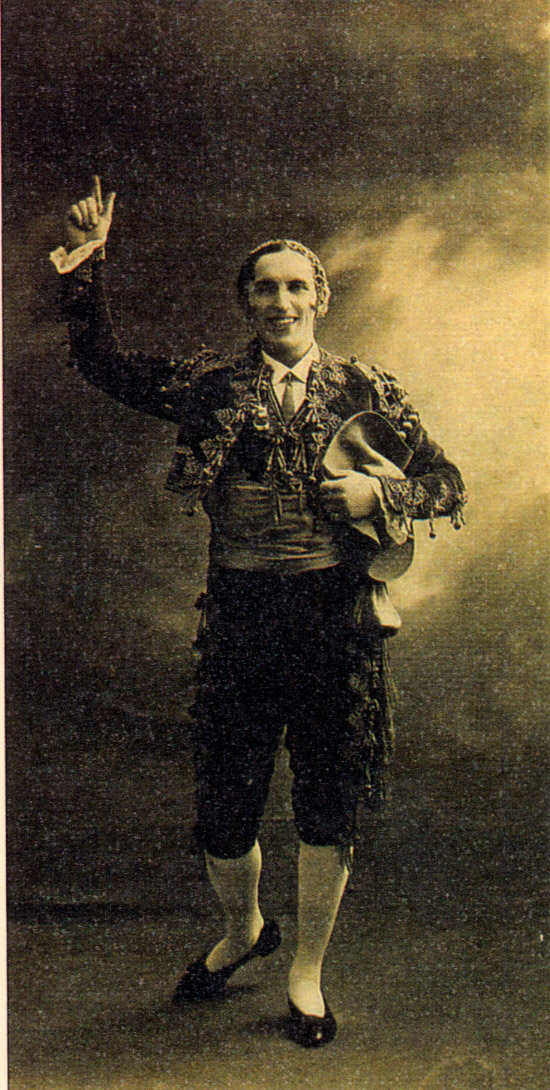
André Barreau, dans Le Barbier de Séville à l'Opéra-Comique, a servi d'emblème à la marque Émail Diamant jusqu’à nos jours.

Par l'intermédiaire de Figaro, le personnage par qui Beaumarchais fait passer ses messages dans la pièce, l'auteur fait une satire de la noblesse. Il défend aussi la condition des valets.
- Acte I, scène 2 « FIGARO. Je me crus trop heureux d'en être oublié, persuadé qu'un grand nous fait assez de bien quand il ne nous fait pas de mal. »
- Acte I, scène 2 « FIGARO. Aux vertus qu'on exige dans un domestique, Votre Excellence connaît-elle beaucoup de maîtres qui fussent dignes d'être valets ? »
- Beaumarchais fait par ailleurs la satire d'une société établie sur les privilèges de naissance. Ce sentiment est palpable lorsque Bartholo s'adresse au comte pour lui demander de sortir de sa maison dans la dernière scène, malgré le titre de noblesse d'Almaviva.

## Une pièce comique
Beaumarchais utilise tous les procédés du comique afin de faire rire son auditoire. En voici quelques exemples :
- Le comique de caractère : Bartholo, le vieux barbon, jaloux de quiconque s'attire les faveurs de Rosine. Figaro, barbier, homme de lettres, dramaturge, apothicaire, valet avec un passé.

- Le comique de langage :

Acte I, scène 2 :
« LE COMTE. Je ne te reconnaissais pas, mais te voilà si gros et si gras… »
« FIGARO. Que voulez-vous Monseigneur, c'est la misère. »
Acte II, scène 4 :
1re réplique de Bartholo : accumulation d'insultes envers Figaro
« ROSINE : Que vos répliques sont honnêtes ! »
- Le comique de geste :

Acte III, scène 5 :
« BARTHOLO chante.
(no 4)
Veux-tu, ma Rosinette
[…] (Il répète la reprise en dansant. Figaro, derrière lui, imite ses mouvements.) »
- Le comique de situation :

Acte III, scène 11
- Le comique philosophique :

Dans l'ensemble de l'œuvre, le valet est plus intelligent que son maître.
- Le comique de répétition :

On peut remarquer que la réplique « allez vous coucher » est prononcée tour à tour par chaque personnage, pour convaincre Don Bazile de partir dormir. Ce dernier, toujours réticent à l'idée de se coucher, voit que Bartholo, Le Comte, Figaro et Rosine lui répètent simultanément « Eh ! Sans doute » lorsqu'il dit, étonné « Que j'aille me coucher ! » pour qu'il sorte définitivement de la scène.

## Distribution
| Acteurs et actrices ayant créé les rôles |                       |
| Personnage                               | Interprète            |
| Almaviva                                 | Bellecour             |
| Figaro                                   | Préville              |
| Bartholo                                 | Des Essarts           |
| Bazile                                   | François Augé         |
| La Jeunesse                              | Dugazon               |
| L'Éveillé                                | Bellemont             |
| Le Notaire                               | Antoine Claude Bouret |
| L'Alcade                                 | Jean-François Dusaulx |
| Rosine                                   | Mlle Doligny          |

## Citations
- « Je me presse de rire de tout, de peur d'être obligé d'en pleurer » (I, 2)[6].

### Éditions
- Le Barbier de Séville ou la précaution inutile, Éd. Béatrice et Pierre Testud, Paris, Larousse, 1998
- Le Barbier de Séville, Le Mariage de Figaro, La Mère coupable, Texte intégral + Les clés de l'œuvre, Préface et commentaires de Jean Delabroy, Paris, Pocket Classiques, 1993
- Le Barbier de Séville, Le Livre de Poche no 6125,  introduction de Pierre Frantz
- Le Barbier de Séville ou la précaution inutile. Texte intégral + Les clés de l'œuvre, Éd.Pocket, 1999.
- Beaumarchais, Théâtre, Le Barbier de Séville, Le Mariage de Figaro, La Mère coupable, Éd Garnier Flammarion, 1965[7]
- Le Barbier de Séville, Éd Garnier Flammarion, 2018[8]

### Critique
- Clément Borgal, Étude sur Beaumarchais, Le Barbier de Séville, Paris, Ellipses, 2000  (ISBN 9782729849504)
- Elisabeth Rallo et Lucie Comparini, Arlequin et Figaro : Le valet passé maître, Paris, Ellipses, 1998  (ISBN 9782729858810)
- Jacques Schérer, La Dramaturgie de Beaumarchais, Nizet, 1954
- Gabriel Conesa, La Trilogie de Beaumarchais, PUF, 1985
- Béatrice Didier, Beaumarchais ou la passion du drame, PUF, 1994
- Jean Goldzink, Comique et comédie au siècle de Lumières, Paris, L’Harmattan, 2000

## Mises en scène notables
- 1904 : Le Barbier de Séville, court-métrage de Georges Méliès
- 1965 : Le Barbier de Séville de Beaumarchais, mise en scène Edmond Tamiz, Théâtre des Célestins Lyon

## Adaptations
- Giovanni Paisiello, Il barbiere di Siviglia, ovvero La precauzione inutile (26/9/1782, Saint-Pétersbourg, Théâtre de l'Ermitage).
- Gioachino Rossini, Il barbiere di Siviglia, ossia L'inutile precauzione (20/2/1816, Rome, Teatro Argentina).